# あらゆる意味にでっちあげられた数章
あらゆる意味にでっちあげられた数章 (あらゆるいみにでっちあげられたすうしょう、フランス語: Chapitres Tounés en tous Sens) は、エリック・サティが1913年に作曲したピアノ曲。「あらゆる意味で捏造された数章」とも。古い書籍では『あらゆる角度から検討された数章』の日本語訳を用いている例もある
。

## 概要
短い3つの小品からなっており、ポピュラー音楽や民謡からの引用もしくはパロディーとして構成されている。各曲にはサティ自身によるショート・ショート風の詩が分散されて書き込まれている。
サティは生涯にわたって小節線や拍子記号・調性記号のある作品とない作品を作り続けたが、この『あらゆる意味にでっちあげられた数章』は小節線も拍子記号も調性記号もない作品の系列に属している。ただし、強弱記号、スラー、スタッカート、アクセント、クレッシェンド、デクレッシェンドなどの表情記号は記されている。

## 曲の構成
- 第1曲「おしゃべり女」(フランス語: Celle qui parle trop)[注 1]

あわただしいパッセージと、明瞭に聞こえる短いメロディーが同時に演奏されながら何度も繰り返される短い小品。
アルフレッド・コルトーによると、ここで繰り返される旋律は、昔オペラ・コミックで上演された「ローズよ、お黙り。私はもう、うんざり……」の中から採られたメロディーである。サティが楽譜の中で明記しているように、このあわただしいパッセージは「哀れな夫のいらだちのしるし」である。
最後に、陰鬱な調子に変わってゆっくりと「ローズよ」の旋律が単独で演奏されて終わる。ロベール・マニュエルに献呈された。

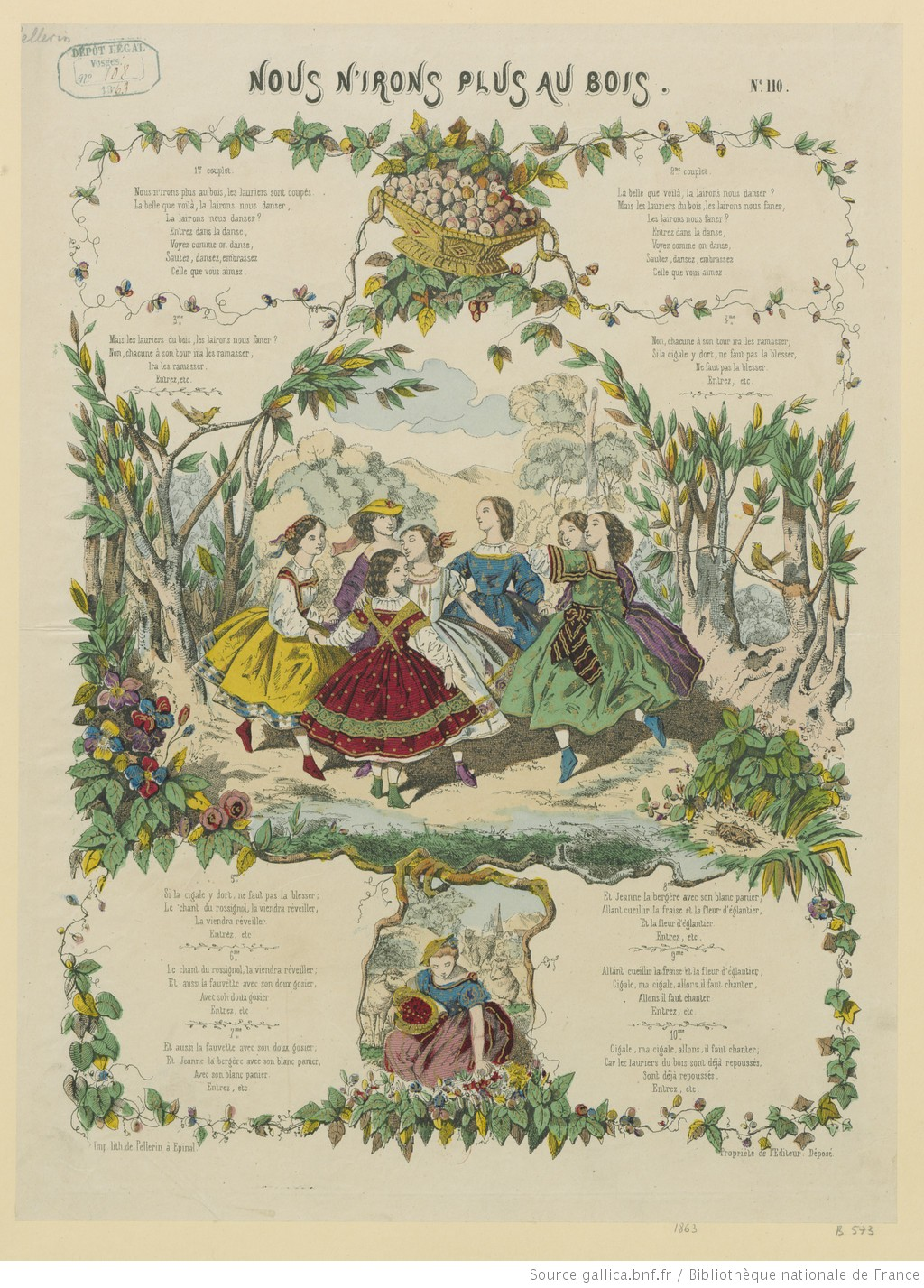
童謡『もう森にはいかないよ』のエピナル・プリント。1863年刊。

- 第2曲「大石を運ぶ男」(Le Porteur de grosses pierres)

ポピュラー音楽の作曲家リップによるシャンソン『これはなんでもない、大変軽い風だよ、なんでもない……』のリフレイン部分の旋律が引用されている。フェルナン・ドレイフュス氏へ、との献辞が書かれている。
- 第3曲「囚われ人の嘆き」(フランス語: Regrets des enfernés)[注 2]

サティが書き込んでいる自作の詩は、旧約聖書のヨナ書の中に出てくる預言者の一人ヨナスと、18世紀に実在した詐欺師ジャン・アンリ・ラチュードとの物語。サティは、「ヨナスとラチュード」の副題を楽譜に書き込んでいる。
第3曲では、フランス民謡『もう森にはいかないよ』が繰り返し引用されている。この民謡はドビュッシーのお気に入りで『版画』の第3曲「雨の庭」の他にも、管弦楽のための『映像』の第3曲「春のロンド」その他で何度か使っていることが知られている。ひそかにサティがドビュッシーに敬意を表したものだ、との説を唱える人もいる。クロード・ドビュッシー夫人へ、の献辞がある。

## 作曲時期
1913年8月23日から9月5日にかけて作曲された。

## 演奏時間
演奏時間は約5分。

## 出版
Demets社より出版された。日本国内の出版に関しては、全音楽譜出版社から刊行された『エリック・サティ ピアノ全集』の第6巻 (高橋アキ校訂、ISBN 4-11-177986-7, 1986年刊) に収録されている。

## 録音
単独で取り出して演奏・録音されることはほぼ皆無で、サティのピアノ全集や選集のような企画で録音される場合がほとんどである。
- 高橋アキ プレイズ エリック・サティ-2、カメラータ・トウキョウ CMCD-28322、2015年録音、高橋アキ (ピアノ)
- Noriko Ogawa plays Satie - Piano Music, Vol.1, BIS BIS-2215 SACD, 2016年、小川典子 (ピアノ)
- Erik Satie Œuvres Pour Piano, Vol.4 Œuvres Fantaisistes、EMI Classics CDC 7 49714 2、1987年、アルド・チッコリーニ (ピアノ)
- Satie, Piano Works, CD 5, Naxos 8505237, 2018年, クララ・ケルメンディ（フランス語版） (ピアノ)
- Satie, The Complete Solo Piano Music, CD 4, Decca 483 0236, 2016年、ジャン＝イヴ・ティボーデ (ピアノ)
- Erik Satie Complete Piano Works, Vol.06, Audiophile APC 101.017, 1994年, Bojan Gorišek（英語版） (ピアノ)
- Erik Satie Complete Piano Music, CD3, Brilliant Classics（英語版） 95350, Jeroen van Veen（英語版） (ピアノ)

など。

### 注
1. ↑  「しゃべりすぎる女」のタイトルで紹介する書籍もある[1]。
2. ↑  「閉じ込められた者たちの嘆き」のタイトルで紹介する書籍もある[7]。